# Talmberský kodex
Talmberský kodex je středověký právní rukopis dlouho uchovávaný v panském rodu Talmberků. Originál rukopisu je uložen v Knihovně Národního muzea v Praze (signatura I A 1).
Rukopis vznikl na začátku 16. století, z nápisů na deskách je zřejmé, že Jan Maxmilián Sezima z Talmberka rukopis roku 1678 věnoval svému strýci, královéhradeckému biskupovi Janu Františku Kryštofovi, který jej požádal, aby kodex zachoval v rodině. Po smrti posledního člena rodu přešel rukopis v pozůstalosti Bohuslava Balbína na arcibiskupskou knihovnu a odtud se jako dar Benedikta Venusiho opata oseckého kláštera dostal do sbírky Knihovny Národního muzea, kde je uložen dodnes.

## Obsah
Soudě dle obsahu byl kodex sepsán zřejmě pro nejvyššího pražského purkrabího, Jindřicha z Hradce v letech 1503 až 1506. Obsahuje nejvýznamnější bohemikální právní texty, české právní knihy 14. století, souhrn smluv uzavřených na Karlštejně, korunovační řád českých králů, rozsudky zemského soudu a další opisy ze zemských desk, řazených podle pořadí panování českých králů a zemských shromáždění do roku 1506. Obsahuje pozdní variantu právnickém spisu Ondřeje z Dubé Výklad práva zemského českého (podle Čádovy filiace rukopis βI3).
Části kodexu zveřejnil František Palacký ve svém Archivu českém (Böhmisches Archiv), či Josef Emler ve spise O zbytcích desk zemských v r. 1541 pohořelých  a Hermenegild Jireček ve spise Codex iuris Bohemici. Samotné Královské zemské desky padly za oběť při požáru v roce 1541, který zasáhl též archiv.